# Records d'Australie d'athlétisme

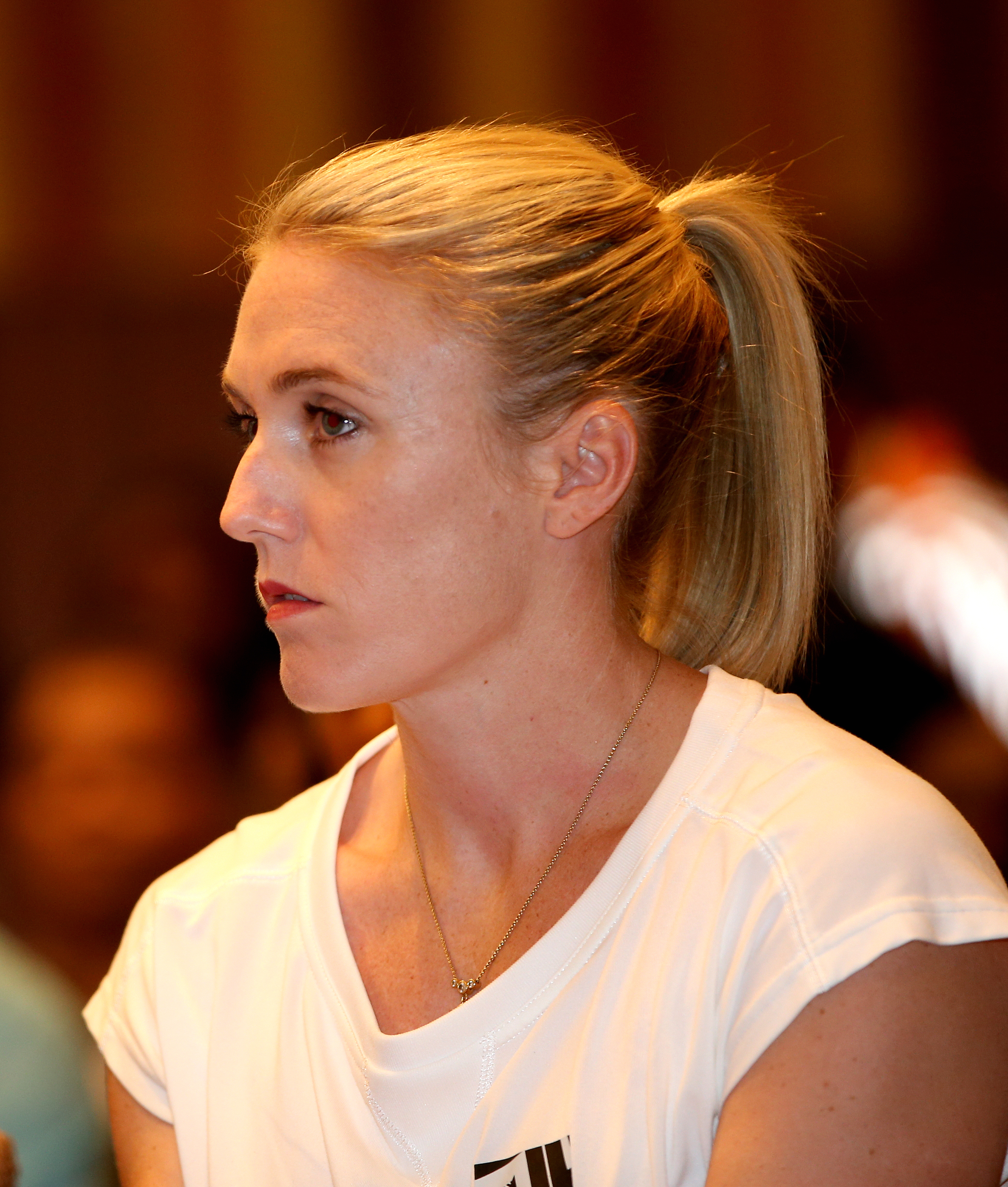
Sally Pearson, championne olympique sur 100 m haies.

Les records d'Australie d'athlétisme sont les meilleures performances réalisées par des athlètes australiens et homologuées par Athletics Australia.

## Plein air

### Hommes
| Épreuve              | Record | Athlète                                                            | Date                     | Compétition                                 | Lieu                | Réf.   |
| -------------------- | --- | ------------------------------------------------------------------ | ------------------------ | ------------------------------------------- | ------------------- | ------ |
| 100 m                | 9 s 93 (+1,8 m/s) | Patrick Johnson                                                    | 5 mai 2003               |                                             | Mito                |        |
| 200 m                | 20 s 02 (+0,0 m/s) | Gout Gout                                                          | 24 juin 2025             | Golden Spike                                | Ostrava             |        |
| 400 m                | 44 s 38 | Darren Clark                                                       | 26 septembre 1988        | Jeux olympiques                             | Séoul               |        |
| 800 m                | 1 min 43 s 99 | Joseph Deng                                                        | 8 juillet 2023           |                                             | Décines             | [ 1 ]  |
| 1 500 m              | 3 min 29 s 41 | Oliver Hoare                                                       | 15 juin 2023             | Bislett Games                               | Oslo                | .      |
| Mile                 | 3 min 47 s 48 | Oliver Hoare                                                       | 16 juin 2022             | Bislett Games                               | Oslo                | .      |
| 3 000 m              | 7 min 28 s 02 | Stewart McSweyn                                                    | 17 septembre 2020        | Golden Gala                                 | Rome                | [ 4 ]  |
| 5 000 m              | 12 min 55 s 76 | Craig Mottram                                                      | 30 juillet 2004          |                                             | Londres             |        |
| 10 000 m             | 27 min 9 s 57 | Jack Rayner                                                        | 16 mars 2024             | The Ten                                     | San Juan Capistrano | .      |
| 5 km                 | 13 min 20 s | Craig Mottram                                                      | 3 avril 2005             |                                             | Carlsbad            |        |
| 10 km                | 27 min 43 s | Jack Rayner                                                        | 23 octobre 2022          |                                             | Burnie              |        |
| Semi-marathon        | 59 min 57 s | Brett Robinson                                                     | 2 février 2020           | Marugame Half Marathon                      | Marugame            | [ 6 ]  |
| Marathon             | 2 h 7 min 31 s | Brett Robinson                                                     | 4 décembre 2022          | Marathon de Fukuoka                         | Fukuoka             | [ 7 ]  |
| 100 kilomètres       | 6 h 29 min 26 s (AR) | Tim Sloan                                                          | 23 avril 1995            |                                             | Ross                | [ 8 ]  |
| 110 m haies          | 13 s 29 (+0,6 m/s) | Kyle Vander-Kuyp                                                   | 11 août 1995             | Championnats du monde                       | Göteborg            | [ 9 ]  |
| 400 m haies          | 48 s 28 | Rohan Robinson                                                     | 31 juillet 1996          | Jeux olympiques                             | Atlanta             |        |
| 3 000 m steeple      | 8 min 16 s 22 | Shaun Creighton                                                    | 2 juillet 1993           | Meeting BNP                                 | Villeneuve-d'Ascq   | [ 10 ] |
| Saut en hauteur      | 2,36 m | Tim Forsyth Brandon Starc                                          | 2 mars 1997 26 août 2018 | Melbourne Track Classic Meeting d'Eberstadt | Melbourne Eberstadt | [ 11 ] |
| Saut à la perche     | 6,06 m (i) | Steven Hooker                                                      | 7 février 2009           | Boston Indoor Games                         | Boston              | [ 12 ] |
| Saut en longueur     | 8,54 m (+1,7 m/s) | Mitchell Watt                                                      | 29 juillet 2011          | DN Galan                                    | Stockholm           | [ 13 ] |
| Triple saut          | 17,46 m (+1,7 m/s) | Ken Lorraway                                                       | 7 août 1982              |                                             | Londres             |        |
| Lancer du poids      | 21,35 m | Damien Birkinhead                                                  | 29 août 2017             | Mémorial Hanžeković                         | Zagreb              | [ 14 ] |
| Lancer du disque     | 69,35 m | Matt Denny                                                         | 13 avril 2024            | Championnats d'Australie                    | Adelaide            | .      |
| Lancer du marteau    | 79,29 m | Stuart Rendell                                                     | 6 juillet 2002           |                                             | Varaždin            |        |
| Lancer du javelot    | 89,02 m | Jarrod Bannister                                                   | 29 février 2008          | Championnats d'Australie                    | Brisbane            | [ 16 ] |
| Décathlon            | 8 649 pts | Ashley Moloney                                                     | 5 août 2021              | Jeux olympiques                             | Tokyo               | [ 17 ] |
| Décathlon            | 10 s 34 (+0,2 m/s) (100 m), 7,64 m (+0,4 m/s) (longueur), 14,49 m (poids), 2,11 m (hauteur), 46 s 29 (400 m) / 14 s 08 (-1,0 m/s) (110 m haies), 44,38 m (disque), 5,00 m (perche),57,12 m (javelot), 4 min 39 s 19 (1 500 m) |                                                                    |                          |                                             |                     |        |
| 20 km marche (route) | 1 h 17 min 33 s | Nathan Deakes                                                      | 23 avril 2005            |                                             | Cixi                |        |
| 35 km marche (route) | 2 h 26 min 25 s | Rhydian Cowley                                                     | 9 juin 2024              | Lake Burley Griffin Walking Carnival        | Canberra            | [ 18 ] |
| 50 km marche (route) | 3 h 35 min 47 s | Nathan Deakes                                                      | 2 décembre 2006          |                                             | Geelong             |        |
| 4 × 100 m            | 38 s 17 | Australie Paul Henderson Tim Jackson Steve Brimacombe Damien Marsh | 12 août 1995             | Championnats du monde                       | Göteborg            |        |
| 4 × 100 m            | 38 s 17 | Australie Anthony Alozie Isaac Ntiamoah Andrew McCabe Joshua Ross  | 10 août 2012             | Jeux olympiques                             | Londres             | [ 19 ] |
| 4 × 400 m            | 2 min 59 s 70 | Australie Darren Clark Rick Mitchell Gary Minihan Bruce Frayne     | 11 août 1984             | Jeux olympiques                             | Los Angeles         |        |

### Femmes
| Épreuve              | Record | Athlète                                                                           | Date               | Compétition                                 | Lieu                | Réf.   |
| -------------------- | --- | --------------------------------------------------------------------------------- | ------------------ | ------------------------------------------- | ------------------- | ------ |
| 100 m                | 11 s 10 (+1,6 m/s) | Torrie Lewis                                                                      | 27 janvier 2024    | Championnats ACT                            | Canberra            | [ 20 ] |
| 200 m                | 22 s 23 (+0,8 m/s) | Melinda Gainsford-Taylor                                                          | 13 juillet 1997    |                                             | Stuttgart           |        |
| 400 m                | 48 s 63 | Cathy Freeman                                                                     | 29 juillet 1996    | Jeux olympiques                             | Atlanta             |        |
| 800 m                | 1 min 57 s 78 | Catriona Bisset                                                                   | 23 juillet 2023    |                                             | Londres             | [ 21 ] |
| 1 000 m              | 2 min 34 s 63 | Abbey Caldwell                                                                    | 4 août 2023        | CITIUS Meeting                              | Berne               | [ 22 ] |
| 1 500 m              | 3 min 55 s 97 | Jessica Hull                                                                      | 25 mai 2024        | Prefontaine Classic                         | Eugene              | [ 23 ] |
| Mile                 | 4 min 15 s 34 | Jessica Hull                                                                      | 21 juillet 2023    | Meeting Herculis                            | Monaco              | [ 24 ] |
| 3 000 m              | 8 min 24 s 20 | Georgia Griffith                                                                  | 30 mai 2024        | Bislett Games                               | Oslo                | [ 25 ] |
| 5 000 m              | 14 min 41 s 65 | Rose Davies                                                                       | 19 mai 2024        | Seiko Golden Grand Prix                     | Tokyo               | [ 26 ] |
| 10 000 m             | 30 min 35 s 66 | Lauren Ryan                                                                       | 16 mars 2024       | The Ten                                     | San Juan Capistrano | [ 27 ] |
| 5 km                 | 14 min 59 s | Benita Willis                                                                     | 1er septembre 2002 |                                             | Londres             |        |
| 10 km                | 31 min 17 s | Benita Willis                                                                     | 21 février 2006    |                                             | Manchester          |        |
| Semi-marathon        | 1 h 07 min 48 s | Kerryn McCann                                                                     | 10 janvier 2000    |                                             | Tokyo               |        |
| Marathon             | 2 h 21 min 34 s (AR) | Sinead Diver                                                                      | 4 décembre 2022    | Marathon de Valence                         | Valence             | [ 7 ]  |
| 100 kilomètres       | 7 h 34 min 25 s (AR) | Kirstin Bull                                                                      | 27 novembre 2016   | Championnats du monde du 100 kilomètres     | Los Alcázares       | [ 28 ] |
| 100 m haies          | 12 s 28 (+1,1 m/s) | Sally Pearson                                                                     | 3 septembre 2011   | Championnats du monde                       | Daegu               | [ 29 ] |
| 400 m haies          | 53 s 17 | Debbie Flintoff-King                                                              | 28 septembre 1988  | Jeux olympiques                             | Séoul               |        |
| 3 000 m steeple      | 9 min 14 s 28 | Genevieve LaCaze                                                                  | 27 août 2016       | Meeting de Paris                            | Saint-Denis         | [ 30 ] |
| Saut en hauteur      | 2,03 m | Nicola Olyslagers                                                                 | 17 septembre 2023  | Prefontaine Classic                         | Eugene              | [ 31 ] |
| Saut en hauteur      | 2,03 m | Nicola Olyslagers                                                                 | 27 janvier 2024    | Championnats ACT                            | Canberra            | [ 32 ] |
| Saut à la perche     | 4,90 m | Nina Kennedy                                                                      | 23 aout 2023       | Championnats du monde                       | Budapest            | [ 33 ] |
| Saut en longueur     | 7,13 m (+1,8 m/s) | Brooke Buschkuehl                                                                 | 9 juillet 2022     |                                             | Chula Vista         | .      |
| Triple saut          | 14,04 m (+2,0 m/s) | Nicole Mladenis                                                                   | 9 mars 2002        |                                             | Hobart              |        |
| Triple saut          | 14,04 m (+1,8 m/s) | Nicole Mladenis                                                                   | 7 décembre 2003    |                                             | Perth               |        |
| Lancer du poids      | 19,74 m | Gael Martin                                                                       | 14 juillet 1984    |                                             | Berkeley            |        |
| Lancer du disque     | 69,64 m | Dani Stevens                                                                      | 13 août 2017       | Championnats du monde                       | Londres             | [ 35 ] |
| Lancer du marteau    | 73,63 m | Stephanie Ratcliffe                                                               | 8 juin 2023        | Championnats NCAA                           | Austin              | [ 36 ] |
| Lancer du javelot    | 68,92 m | Kathryn Mitchell                                                                  | 11 avril 2018      | Jeux du Commonwealth                        | Gold Coast          | [ 37 ] |
| Heptathlon           | 6 695 pts | Jane Flemming                                                                     | 27–28 janvier 1990 | Jeux du Commonwealth                        | Auckland            |        |
| Heptathlon           | 13 s 21 (+1,4 m/s) (100 m haies), 1,82 m (hauteur), 13,76 m (poids), 23 s 62 (+2,4 m/s) (200 m) / 6,57 m (+1,6 m/s) (longueur), 49,28 m (javelot), 2 min 12 s 53 (800 m) |                                                                                   |                    |                                             |                     |        |
| 10 km marche (route) | 41 min 29 s 71 | Kerry Saxby-Junna                                                                 | 27 août 1988       |                                             | Canberra            |        |
| 20 km marche (route) | 1 h 27 min 9 s | Jemima Montag                                                                     | 11 février 2024    | Championnats d'Océanie du 20 km marche      | Adelaide            | [ 38 ] |
| 35 km marche (route) | 2 h 47 min 54 s | Rebecca Henderson                                                                 | 21 mai 2023        |                                             | Melbourne           |        |
| 50 km marche (route) | 4 h 9 min 33 s | Claire Tallent                                                                    | 5 mai 2018         | Championnats du monde par équipes de marche | Taicang             | [ 39 ] |
| 4 × 100 m            | 42 s 83 | Australie Ebony Lane Bree Masters Ella Connolly Torrie Lewis                      | 4 mai 2024         | Relais mondiaux                             | Nassau              | [ 40 ] |
| 4 × 400 m            | 3 min 23 s 81 | Australie Nova Peris-Kneebone Tamsyn Manou Melinda Gainsford-Taylor Cathy Freeman | 30 septembre 2000  | Jeux olympiques                             | Sydney              |        |